# John le Carré
John le Carré, vlastním jménem David John Moore Cornwell (19. října 1931 Poole – 12. prosince 2020 Truro) byl britský spisovatel, který se věnoval špionážním a politickým románům. V padesátých a šedesátých letech pracoval pro MI5 a MI6. Tehdy začal psát pod svým pseudonymem. Po napsání svého třetího a nejúspěšnějšího románu The Spy Who Came in from the Cold (Špion, který přišel z chladu – česky název filmové podoby románu) odešel z MI6 a začal se plně věnovat psaní.

## Život
Narodil se 19. října 1930 v Poole. Studoval na Oxfordu a mezi lety 1956-1958 vyučoval latinu a francouzštinu na Eton College. Poté pracoval mezi lety 1959-1964 pro MI5 a MI6. V roce 1961 mu vyšla první kniha, tentokrát spíše s kriminálním než špionážním příběhem. Jednalo se o knihu Call for the Dead (česky nebyla dosud vydána). V ní se poprvé objevil George Smiley, jenž se poté objevil v jeho nejznámějších románech. Jeho třetí román, The Spy Who Came in from the Cold (v češtině v různých vydáních Špion, který se vrátil z chladu; Špion, který přišel z chladu či Špion, který se přišel ohřát). I v něm se George Smiley objevil, byť ne jako hlavní postava. V roce 1965 byl román zfilmován. V hlavní roli se objevil Richard Burton, jenž byl za svůj výkon nominován na Oscara. Román kritizoval chování tajných služeb jako morálně neslučitelné se západními hodnotami. Po několika průměrných románech le Carré vydal roku 1974 román Tinker, Tailor, Soldier, Spy (V češtině Jeden musí z kola ven). V něm se vrací na scénu George Smiley, jenž má v řadách Cirkusu vypátrat sovětské špiona. Román se dočkal v roce 1979 seriálového zpracování a v roce 2011 byl natočen úspěšný film. Zároveň tím začíná trilogie o boji George Smileyho s Karlou, špionem a ředitelem Moskevského centra (obdoba KGB). Tento boj pak pokračuje ještě v knize The Honourable Schoolboy (česky Ctihodný školáček) a vyvrcholí v knize Smiley's People (Smileyho lidé). Dalším populárním dílem pak byl román Malá bubenice, jenž se dočkal jak filmového, tak i seriálového zpracování. K dalším dílům pak patří Ruská sekce, Noční recepční, Naše hra či Absolutní přátelé. Rovněž publikoval knihy Nepohodlný, Nejhledanější muž, Zrádce mezi námi a Dědictví špionů, v němž se na scénu naposledy vrací George Smiley. Rovněž sepsal i své paměti (Holubí tunel - příběhy ze života). Zemřel 12. prosince 2020. Jeho poslední román Silverview vyšel posmrtně roku 2021.

## Politické názory
V lednu roku 2003 publikoval le Carré článek The United States Has Gone Mad, ve kterém ostře kritizoval válku v Iráku. V článku tvrdí: „To jak se daří Bushovi a jeho vládě úspěšně přesměrovat hněv Američanů k Usáma bin Ládinovi směrem k Sadamu Husajnovi, je jeden z největších kouzelnických triků na veřejném mínění v historii.“
Ve svém románu Constant Gardener (Nepohodlný) kritizuje aktivity farmaceutických korporací zejména v Africe a jejich dopad na tamní životní podmínky.

## Seznam jeho nejlepších děl
Když jej v interview na BBC dne 5. října 2008 Mark Lawson požádal, aby vyjmenoval svá nejlepší díla, uvedl:
- Špion, který přišel z chladu (The Spy Who Came in from the Cold)
- Jeden musí z kola ven (Tinker Tailor Soldier Spy)
- Krejčí z Panamy (The Tailor of Panama)
- Nepohodlný (The Constant Gardener)

Všechny tyto romány již byly zfilmovány.

### Romány
- Městečko v Německu, Československý spisovatel 1974 (A Small Town in Germany, 1968)
- Malá bubenice, Argo 2020, ISBN 978-80-257-3024-9 (The Little Drummer Girl 1983) – zfilmováno 1984 (The Little Drummer Girl, režie George Roy Hill, v hlavní roli Diane Keatonová), TV série - Velká Británie, 2018, 5 h 45 min (Minutáž: 56–60 min, Alternativní 8x41–44 min). Režie: Pak Čchan-uk

- Ruská sekce, Svoboda-Libertas 1992, ISBN 80-205-0289-0 (The Russia House, 1989) – zfilmováno 1990 (The Russia House, režie Fred Schepisi, v hlavních rolích Sean Connery a Michelle Pfeifferová)
- Noční recepční, Knižní klub 1995, ISBN 80-7176-220-2, Alpress 1995, ISBN 80-85975-01-7 (The Night Manager, 1993) – na motivy knihy natočen TV seriál Noční recepční (režie Susanne Bierová, v hlavních rolích Hugh Laurie a Tom Hiddleston)
- Naše hra, Mustang 1996, ISBN 80-7191-186-0 (Our Game, 1995)
- Panamský krejčí, Mladá fronta 2011, ISBN 978-80-204-2294-1 (The Tailor of Panama, 1996) – zfilmováno 2001 (The Tailor of Panama, režie John Boorman, v hlavních rolích Pierce Brosnan a Geoffrey Rush)
- Nepohodlný, Alpress 2001, ISBN 80-7218-616-7 (The Constant Gardener, 2001) – zfilmováno 2005 (The Constant Gardener, režie Fernando Meirelles, v hlavních rolích Ralph Fiennes a Rachel Weisz)
- Absolutní přátelé, Domino 2004, ISBN 80-7303-206-6 (Absolute Friends, 2003)
- The Mission Song, 2006
- Nejhledanější muž, Mladá fronta 2009, ISBN 978-80-204-1937-8 (A Most Wanted Man, 2008) – zfilmováno 2014 (A Most Wanted Man, režie Anton Corbijn, v hlavních rolích Philip Seymour Hoffman a Rachel McAdams)
- Zrádce mezi námi, Mladá fronta 2016, ISBN 978-80-204-2418-1 (Our Kind of Traitor, 2010) – zfilmováno 2016 (Our Kind of Traitor, režie Susanna White, v hlavní roli Ewan McGregor, Naomie Harris a Stellan Skarsgård)
- A Delicate Truth, 2013
- Agent na cizím hřišti, Argo 2020, ISBN 978-80-257-3196-3 (Agent Running in the Field, 2019)

#### Série: George Smiley
1. Call for the Dead, 1961 – zfilmováno 1967 (The Deadly Affair, režie Sidney Lumet, v hlavní roli James Mason)
2. Kvalitní vražda, Lidové nakladatelství 1971 (A Murder of Quality, 1962)
3. Špion, který přišel z chladu, DNES 1992 (The Spy Who Came in from the Cold, 1963; Best Novel v rámci Edgar Award 1965; české překlady vyšly také pod názvy Špión, který se vrátil z chladu a Špion, který se přišel ohřát) – zfilmováno 1965 (The Spy Who Came in from the Cold, režie Martin Ritt, v hlavní roli Richard Burton)
4. The Looking Glass War, 1965 – zfilmováno 1970 ( The Looking Glass War, režie Frank Pierson, v hlavní roli Christopher Jones a Anthony Hopkins)
5. Jeden musí z kola ven, Mladá fronta 2012, ISBN 978-80-204-2569-0 (Tinker, Tailor, Soldier, Spy, 1974) – zfilmováno 2011 (Jeden musí z kola ven, režie Tomas Alfredson, v hlavní roli Gary Oldman)
6. The Honourable Schoolboy, 1977
7. Smileyho lidé, Svoboda 1994, ISBN 80-205-0411-7 (Smiley's People, 1979)
8. Tajný společník, Naše vojsko 1993, ISBN 80-206-0258-5 (The Secret Pilgrim, 1990)
9. Dědictví špionů, Mladá fronta 2018, ISBN 978-80-204-4810-1 (A Legacy of Spies, 2017)

#### Autobiografické romány
- The Naïve and Sentimental Lover, 1971
- A Perfect Spy, 1986
- Single & single, Alpress 2000, ISBN 80-7218-332-X (Single & Single, 1999)